# Styracura schmardae
Styracura schmardae (Engl. Chupare stingray) ist eine Rochenart, die vom südlichen Golf von Mexiko über die Küsten der Großen und Kleinen Antillen bis zur Nordküste Südamerikas (Nordküste von Kolumbien bis Französisch-Guayana) verbreitet ist. Die Knorpelfische leben küstennah im Flachwasser und kommen z. B. in den mangrovengesäumten Lagunen Venezuelas recht häufig vor.

## Merkmale
Styracura schmardae hat eine ovale bis runde Körperscheibe, die im Durchschnitt einen Durchmesser von einem Meter, selten auch einen Durchmesser von zwei Meter erreichen kann. Sie ist genau so breit wie lang oder kann 1,1-mal so breit wie lang sein. Die Oberseite ist dunkelbraun, sepiafarben oder rußig oliv, wobei die Ränder dunkler sind. Die Unterseite ist gelblich oder weißlich. Der Schwanz ist schlank und normalerweise sehr viel länger als die Körperscheibe. Er trägt in seiner Mitte einen sehr langen, gesägten Giftstachel. Entlang des vorderen Viertels des Schwanzes findet sich an den Seiten ein niedriger Längsgrat; ein weiterer Längsgrat, der etwa auf Höhe des Giftstachels beginnt, ist auf der Schwanzunterseite. Auf der Schwanzoberseite findet sich kein Längsgrat. Die Bauchflossen haben einen geraden Vorder- und einen konvexen Hinterrand. Sie überlappen die Körperscheibe nicht. Rücken- und Schwanzflosse fehlen. Die Oberseite der Körperscheibe und die Oberseite des Schwanzes vor dem Giftstachel sind dicht mit kleinen Knötchen bedeckt, die in der Schulterregion jeder Seite der Scheibe vergrößert sind. Das Maul ist leicht gebogen und enthält 28 bis 36 in Reihen angeordneter Zähne im Oberkiefer. Die Zähne sind etwas dunkler als die Körperunterseite, ihre Spitzen sind flach oder abgerundet.

## Systematik
Styracura schmardae wurde 1904 durch den österreichischen Zoologen Franz Werner als Trygon schmardae erstbeschrieben, später jedoch der Gattung Himantura zugeordnet. Phylogenetisch ist die Art jedoch, zusammen mit der sehr ähnlichen pazifischen Art „Himantura“ pacifica, die Schwestergruppe der in Süßgewässern des tropischen Zonen Südamerikas vorkommenden Süßwasserstechrochen (Potamotrygonidae) und nicht näher mit den Himantura-Arten verwandt. Deshalb wurde für diese Art und „Himantura“ pacifica im Oktober 2016 die Gattung Styracura eingeführt und als Unterfamilie Styracurinae den Süßwasserstechrochen zugeordnet.